# Rivière Magaguadavic
La rivière Magaguadavic est un cours d'eau historique au sud-ouest du Nouveau-Brunswick, au Canada. Le nom Magaguadavic est un translittération de la phrase Malécite/Passamaquoddy qui veut dire Rivière des Anguilles.

## Géographie

### Cours de la rivière
La rivière Magaguadavic prend sa source dans le lac Magaguadavic, à 1 km à l'est de Magaguadavic Siding, un hameau de la paroisse de Prince-William dans le comté d'York. La rivière coule généralement vers le sud-est et ensuite vers le sud et passe à 3 kilomètres à l'ouest du lac Oromocto. Elle entre dans le comté de Charlotte, où elle suit un cours orienté généralement vers le sud-est, sauf après Lee Settlement, où son cours est très sinueux. À Saint-George, la rivière s'élargit pour former le bassin Magaguadavic, qui se déverse finalement dans la baie de Passamaquoddy. 
La rivière traverse les collines Sainte-Croix.
Localités traversées
- Comté d'York: Paroisse de Manners Sutton (hameaux de Thomaston Corner, Upper Brockway et Brockway).
- Comté de Charlotte: Paroisse de Dumbarton (Flume Ridge), Paroisse de Saint-George (Pomeroy, Lee Settlement, Bonny River-Second Falls, Canal), ville de Saint-George et à nouveau paroisse de Saint-George (Caithness, Breadalbane et Mascarene).

### Hydrologie
La rivière est la sixième plus longue du Nouveau-Brunswick, avec ses 129 kilomètres. Elle compte 103 affluents et son bassin hydrographique draine 55 lacs. Les principaux affluents sont, d'amont en aval, la rivière Magaguadavic Nord-est, le ruisseau Psikahegan et le chenal The Canal. C'est par ce dernier que l'eau du lac Utopia se déverse dans la rivière.